# Horodîska, Dunaiivți
Horodîska (în ucraineană Городиська) este un sat în comuna Mînkivți din raionul Dunaiivți, regiunea Hmelnîțkîi, Ucraina.

## Demografie
Componența lingvistică a localității Horodîska
     Ucraineană (100%)
Conform recensământului din 2001, toată populația localității Horodîska era vorbitoare de ucraineană (100%).